# Liste der Gouverneure von Hainan
Dies ist die Liste der Gouverneure der chinesischen Provinz Hainan.
| Name          | Amtszeit  |
| ------------- | --------- |
| Liang Xiang   | 1988–1989 |
| Liu Jianfeng  | 1989–1993 |
| Ruan Chongwu  | 1993–1998 |
| Wang Xiaofeng | 1998–2003 |
| Wei Liucheng  | 2003–2007 |
| Luo Baoming   | 2007–2011 |
| Jiang Dingzhi | 2011–2015 |
| Liu Cigui     | 2015–2017 |
| Shen Xiaoming | 2017–     |